# ФК Јединство Сурчин
Фудбалски клуб Јединство је српски фудбалски клуб из Сурчина. Тренутно се такмичи у Српској лиги Београд, трећем такмичарском нивоу српског фудбала.

## Историја
Клуб је основан 1928. године.

## Новији резултати
| Сезона   | Ранг | Лига                | Позиција | ИГ | Д  | Н  | П  | ГД | ГП | ГР  | Бод     | Куп                  |
| -------- | ---- | ------------------- | -------- | -- | -- | -- | -- | -- | -- | --- | ------- | -------------------- |
| 2014/15. | 4    | Београдска зона     | 4.       | 28 | 12 | 8  | 8  | 37 | 28 | +9  | 44      | Није се квалификовао |
| 2015/16. | 4    | Београдска зона     | 7.       | 28 | 11 | 9  | 8  | 41 | 31 | +10 | 42      | Није се квалификовао |
| 2016/17. | 4    | Београдска зона     | 2.       | 30 | 15 | 9  | 6  | 56 | 32 | +24 | 54      | Није се квалификовао |
| 2017/18. | 3    | Српска лига Београд | 12.      | 30 | 8  | 8  | 14 | 38 | 52 | -14 | 32      | Није се квалификовао |
| 2018/19. | 3    | Српска лига Београд | 9.       | 30 | 12 | 5  | 13 | 51 | 52 | -1  | 41      | Није се квалификовао |
| 2019/20. | 3    | Српска лига Београд | 5.       | 17 | 8  | 7  | 3  | 24 | 22 | +2  | 24      | Није се квалификовао |
| 2020/21. | 3    | Српска лига Београд | 3.       | 38 | 18 | 9  | 11 | 51 | 41 | +10 | 63      | Није се квалификовао |
| 2021/22. | 3    | Српска лига Београд | 9.       | 30 | 11 | 7  | 12 | 39 | 44 | -5  | 40      | Није се квалификовао |
| 2022/23. | 3    | Српска лига Београд | 7.       | 30 | 10 | 12 | 8  | 21 | 23 | -2  | 38 (-4) | Није се квалификовао |
| 2023/24. | 3    | Српска лига Београд | 9.       | 30 | 11 | 9  | 10 | 38 | 36 | +2  | 40 (-2) | Није се квалификовао |
| 2024/25. | 3    | Српска лига Београд | 8.       | 26 | 8  | 7  | 11 | 30 | 43 | -13 | 31      | Није се квалификовао |
| 2025/26. | 3    | Српска лига Београд | —        | —  | —  | —  | —  | —  | —  | —   | —       | —                    |

## Познатији играчи
- Бранислав Јовановић